# BAE Systems Tempest
BAE Systems Tempest – projekt brytyjskiego wielozadaniowego samolotu myśliwskiego szóstej generacji, będący częścią przyszłego lotniczego systemu bojowego (Future Combat Air System).
W 2022 roku wraz z Włochami i Japonią zdecydowano połączyć program w jeden projekt międzynarodowy Global Combat Air Programme.

## Historia

### Geneza
W lipcu 2012 roku rządy Wielkiej Brytanii i Francji zawarły porozumienie o wspólnej budowie nowej platformy bojowej, określanej mianem Future Combat Air System (FCAS). Pierwszym etapem porozumienia miało być opracowanie technologii, mających umożliwić ocenę szans na uzyskanie wymaganych charakterystyk systemu i jego zdolności operacyjnych. W tym celu, mające wziąć udział w programie firmy BAE Systems, Rolls-Royce, Dassault Aviation i Safran, podpisały porozumienie o współpracy w celu realizacji projektu. W listopadzie 2014 roku, rządy obydwu parterów, podpisały kontrakt z Rolls-Royce, BAE Systems, Selex ES, Dassault, Safran i Thales na realizację studium wykonalności programu FCAS. 3 marca 2016 roku, rządy Francji i Wielkiej Brytanii podpisały wstępne porozumienie o budowie dwóch demonstratorów nowej, bezzałogowej platformy bojowej, której konstrukcja miała bazować na doświadczeniach wyniesionych z budowy i eksploatacji maszyn Dassault nEUROn oraz BAE Taranis. Porozumienie zakładało wyasygnowanie po 750 tys. funtów przez każdą ze stron porozumienia, na budowę po jednym prototypie nowej konstrukcji przez Dassault Aviation i BAE Systems. Wstępne plany zakładały, iż nowa maszyna zastąpi samoloty Eurofighter Typhoon w Royal Air Force i Dassault Rafale w Armée de l’air. Na skutek zbyt licznych rozbieżności pomiędzy obydwoma partnerami, nigdy nie doszło do sfinalizowania planów. Projekt FCAS odrodził się 13 lipca 2017 roku, kiedy to rządy Francji i Niemiec, podczas konferencji w Paryżu, uzgodniły budowę wspólnej, nowej platformy bojowej. Głównymi podmiotami zaangażowanymi w projekt miał być ze strony francuskiej ponownie Dassault a z niemieckiej, tamtejszy oddział Airbus Defence. Porozumienie francusko-niemieckie nie przekreślało ponownego dołączenia do projektu Wielkiej Brytanii. Udział Brytyjczyków stanął jednak pod dużym znakiem zapytania po ogłoszeniu w lipcu 2018 roku planów zbudowania własnej maszyny szóstej generacji, znanej jako BAE Systems Tempest. Z drugiej strony, wraz z upływem czasu, połączenie obydwu programów jest coraz trudniejsze. W toku prac projektowych rozbieżności dotyczące kształtu projektu i stawianych przed nim wymagań tylko się pogłębiają.

### Projekt
Projekt nowego samolotu powstaje w ramach ogłoszonego w 2015 roku Strategicznego Przeglądu Obrony i Bezpieczeństwa (Strategic Defence and Security Review – SDSR). Efektem przeglądu było powołanie do życia program Future Combat Air System Technology Initiative (FCAS TI) będący programem badawczo-rozwojowym. W ramach FCAS TI, powstał tzw. Team Tempest (Zespół Tempest). 3 lipca 2018 roku, brytyjskie Ministerstwo Obrony poinformowało o zawarciu kontraktu z BAE Systems, na opracowanie koncepcji samolotu mającego po 2040 roku zastąpić w linii maszyny Eurofighter Typhoon. W skład Team Tempest weszła firma BAE Systems, będąca głównym projektantem nowej maszyny i integratorem nowych technologii, odpowiedzialna za ich implementacje w konstrukcji samolotu. Włoska firma Leonardo S.p.A., będąca dostawcą radaru, wyposażenia elektronicznego, systemów walki elektronicznej i samoobrony. MBDA, który ma dostarczyć uzbrojenie jakim walczyć będzie brytyjski samolot oraz Rolls-Royce, odpowiedzialny za jednostki napędowe. Ze strony sił powietrznych, projekt koordynuje RAF Rapid Capabilities Office. W ramach prac projektowych jakie rozpoczął BAE Systems, sięgnięto po doświadczenia zdobyte w trakcie realizacji projektu znanego jako BAE Systems Replica. W latach 90. ubiegłego wieku, Royal Air Force uruchomiła program Future Offensive Air System (FOAS), którego celem miało być zaprojektowanie i budowa maszyn zdolnych do zastąpienia samolotów Panavia Tornado w nowym stuleciu. Jednym z projektów jakie powstały w ramach programu FOAS, był projekt samolotu myśliwskiego o cechach stealth firmy BAE Systems, znany właśnie pod nazwą Replica. Prowadzone w latach 1994–1999 prace nad nową konstrukcją, doprowadziły do zbudowania pełnowymiarowej makiety maszyny, poddanej badaniom nad skutecznością odbicia fal radarowych. Wraz z przystąpieniem Wielkiej Brytanii do programu Joint Strike Fighter, którego efektem było pozyskanie samolotów Lockheed Martin F-35 Lightning II, projekt Replica został zakończony ostatecznie w 2005 roku.
Projekt Tempest został po raz pierwszy publicznie ujawniony 16 lipca 2019 roku w trakcie Farnborough International Airshow. W trakcie targów zaprezentowano pełnowymiarową makietę samolotu. W prezentacji wziął udział minister obrony Gavin Williamson. W trakcie prezentacji zaprezentowano również dokument Combat Air Strategy, określający przyszłość lotnictwa bojowego Wielkiej Brytanii, której elementem jest właśnie Tempest. Nazwa samolotu z jednej strony ma nawiązywać do myśliwsko-szturmowego samolotu Hawker Tempest, wytwórni Hawker Aircraft z czasów II wojny światowej. Z drugiej, podobnie jak Tempest Hawkera stał się następcą innej maszyny z czasów wojny, Hawker Typhoona. Tak nowo projektowany Tempest, ma się stać następcą współczesnych Eurofighter Typhoon. Ujawniona makieta przedstawia dwusilnikowy samolot z podwójnym usterzeniem pionowym, zaprojektowanym pod kątem redukcji skutecznej powierzchni odbicia radiolokacyjnego, pozbawiona klasycznego usterzenie poziomego. Wloty powietrza do silników umieszczone były klasycznie, w części przykadłubowej. Producent zakłada możliwość wykorzystania samolotu w roli maszyny załogowej jak i bezzałogowej. Szeroki i spłaszczony kadłub, umożliwi zaprojektowanie w nim dużych wewnętrznych komór, w których samolot przenosiłby uzbrojenie, wyposażenie rozpoznawcze, systemy walki elektronicznej lub dodatkowe zbiorniki paliwa. Wśród nowego uzbrojenia jakie ma się pojawić na pokładzie, wymieniany jest laser bojowy. Prace nad tego typu bronią prowadzone są przez brytyjski oddział MBDA, Leonardo S.p.A. i Qinetiq w ramach finansowanego przez brytyjskie Ministerstwo Obrony programu DragonFire. Jego celem jest zbudowanie lasera morskiego, który jednak zdaniem przedstawicieli MBDA, będzie w stanie zostać zintegrowany z platformą lotniczą lub naziemną. Na pokładzie nowej maszyny mają znaleźć się niewielkie bezzałogowe aparaty latające, działające w formacji roju. Nowe, przenoszone w wewnętrznych komorach uzbrojenia pociski o napędzie hipersonicznym. Podstawowym uzbrojeniem typu powietrze-powietrze mają być pociski rakietowe MBDA Meteor lub ich nowe warianty. Wśród kierowanych pocisków typu powietrze-powierzchnia wymieniane są MBDA SPEAR i również ich nowe, zmodernizowane modele. Podczas odbywających się w Londynie we wrześniu 2019 roku targów DSEI (Defence & Security Equipment International), MBDA ujawniła projekty koncepcyjne pocisków mających wejść w skład uzbrojenia przenoszonego przez samolot BAE Systems Tempest. Wśród nich znalazł się projekt nowego pocisku SPEAR-EW, przeznaczonego do walki elektronicznej. Nowych wersji pocisków powietrze – powietrze opartych na konstrukcjach AIM-132 ASRAAM i CAMM (Common Anti-Air Modular Missile). Z kolei w trakcie paryskiego salonu lotniczego w czerwcu 2019 roku, zaprezentowano koncepcje dwóch, dużych pocisków przeznaczonych do niszczenia celów na ziemi. Jeden z nich ma być w wykonany w technologii obniżonej sygnatury radiolokacyjnej a drugi charakteryzować się osiąganiem bardzo dużej prędkości lotu. We współpracy z Leonardo S.p.A. i BAE Systems, MBDA pracuje również nad systemem samoobrony samolotu – Hard Kill Defensive Aid System (HK-DAS). Namierzania, śledzenia i zwalczania nadlatujących wrogich rakiet przeciwlotniczych.
Kluczowym elementem nowego samolotu ma być zdolność do realizacji zadań w środowisku Cooperative Engagement Capability. Oznacza to współpracę z innymi platformami bojowymi poprzez wzajemną wymianę informacji. Mogą być to zarówno platformy lotnicze, inne samoloty bojowe, satelity, maszyny bezzałogowe, latające stanowiska dowodzenia i kontroli obszaru powietrznego oraz platformy naziemne. Możliwość współpracy nie ograniczy się tylko do wymiany danych. Pilot nowej maszyn, będzie miał możliwość przejęcia kontroli nad środkami bojowymi innych platform, w celu ich efektywnego użycia, wskazanie celu i bezpośredniego kierowania ogniem. Koncepcja bliskiej współpracy maszyny załogowej z bezzałogowymi platformami określana jest mianem tzw. lojalnego skrzydłowego (ang. loyal wingman). Koncepcja zakłada nasycenie pola walki dużą liczbą bezzałogowych aparatów latających, na czele których stałaby załogowa maszyna. Dzięki takiemu rozwiązaniu zwiększono by szanse na wykonanie zdania. Załoga samolotu dysponowałaby znacznie większą ilością środków bojowych, przenoszonych przez towarzyszące jej drony, zarówno uzbrojenia, jak również środków rozpoznawczych. Brytyjczycy skorzystać mogą w tym przypadku z doświadczeń amerykańskich, realizujących idee loyal wingman w trakcie badań nad maszynami Kratos XQ-58 Valkyrie i Boeing Airpower Teaming System. Jednym z elementów umożliwiających pilotowi funkcjonowanie w cyfrowym środowisku, ma być kokpit, zbudowany w technologii określanej mianem wirtualnej kabiny. Technologia te ma umożliwić rezygnację z klasycznych przyrządów pilotażowych oraz wyświetlaczy wielofunkcyjnych. Wszystkie niezbędne informacje o stanie samolotu, locie oraz prowadzenie walki, mają być wyświetlane na specjalnym wyświetlaczu/goglach, zintegrowanym z hełmem pilota. Ma on również mieć możliwość zmiany konfiguracji wirtualnych wskaźników i sterownic oraz prezentowanych informacji, w zależności od typu realizowanego zadania i aktualnych potrzeb oraz umożliwić sterowanie pozostałymi platformami współpracującymi z samolotem, np. bezzałogowymi aparatami latającymi. Nowością ma być nowy system monitorujący stan zdrowia pilota. System wirtualnej kabiny ma posiadać możliwość rozpoznawania gestów oraz śledzenia ruchu gałki ocznej pilota. Procesowi głębokiej automatyzacji ma zostać poddana również obsługa naziemna samolotu. Automatyczne systemy naziemne mają odpowiadać za tankowanie maszyny, jej uzbrajanie i drobne naprawy. Samolot ma posiadać strukturę modułową, umożliwiającą rekonfigurację w zależności od typu zadania postawionego do realizacji. Z drugiej strony modułowa konstrukcja umożliwi późniejsze modernizacje samolotu. Systemy nadzorujące prace samolotu oraz planujące jego misje, mają posiadać elementy sztucznej inteligencji. Klasyczne współcześnie pomocnicze jednostki zasilające, mają zostać zastąpione bateriami akumulatorów o dużej pojemności. Nowy ma być sposób wytwarzania energii elektrycznej na pokładzie. Konstruktorzy mają zamiar zrezygnować z klasycznego generatora prądu połączonego mechaniczną przekładnią z silnikiem, na rzecz integralnego generatora. Ma się on składać z magnesów zamontowanych wprost na wale silnika i uzwojenia w jego obudowie.
Prace zespołu konstruktorów samolotu skupiają się na studiach koncepcyjnych i projektowych. Wstępna decyzja dotycząca przyszłości programu ma zapaść do końca 2020 roku a decyzja o budowie prototypu ma zapaść dopiero w 2025 roku. Jeśli do tego dojdzie, oblot maszyny planowany jest wstępnie na 2035 roku. Z drugiej strony RAF, swoje Typhoony serii Tranche 1 zacznie wycofywać około 2030 roku, z tego powodu siły lotnicze zainteresowane byłyby wcześniejszym oblotem Tempesta. Wielka Brytania jako pierwszy z uczestników projektu oficjalnie zadeklarowała chęć posiadania około 200 samolotów. Wstępne szacunki dotyczące zapotrzebowania Włoch i Szwecji opiewają na 100 maszyn dla każdego z krajów.
14 lutego 2019 roku sekretarz stanu w Ministerstwie Obrony Earl Howe ujawnił, iż powstające w ramach programu Tempest platformy, mają posiadać zdolność do operowania z lotniskowcami typu Queen Elizabeth. Taką zdolność mają posiadać pilotowany samolot oraz bezzałogowy aparat latający projektowany w ramach tego samego projektu. 19 marca 2019 roku, BAE Systems zorganizowało spotkanie dla rodzimych producentów i dostawców, zainteresowanych wzięciem udziału w przedsięwzięciu. Na spotkanie przybyło ponad 300 delegatów.
15 sierpnia 2021 roku koncern Leonardo poinformował o kontrakcie jaki otrzymała brytyjska spółka 2Excel. Jego celem jest przebudowa komercyjnego Boeinga 757-200 na latające laboratorium. Na pokładzie samolotu zainstalowane zostanie wyposażenie elektroniczne, jakie ma się znaleźć na wyposażeniu docelowego samolotu bojowego. Przebudowany standardowy Boeing 757-200 wyprodukowany w 1995 roku, który po ukończeniu otrzyma nazwę własną Excalibur. Do roli latającego laboratorium brane były pod uwagę również maszyny Boeing 737 i BAe 146. Ostatecznie to duża moc elektryczna, potrzebna do zasilania badanego wyposażenia elektronicznego, generowana przez silniki Boeinga 757 i jego pomocniczą jednostkę zasilającą, zdecydowały o wyborze modelu 757.
W większości publikacji na temat nowego projektu podkreślany jest jego interdyscyplinarny charakter. Program budowy myśliwca będzie wymagał stworzenia nowych technologii, które mają znaleźć zastosowanie nie tylko w branży wojskowej ale również znaleźć swoje miejsce na rynku cywilnym. Mocno podkreślany jest fakt, iż środki jakie są i będą wydawane na projekt nowego myśliwca, nie służą jedynie wojsku, są inwestycją w całą gospodarkę kraju. Dlatego też obok potentatów na rynku lotniczym, takich jakRolls-Royce, Leonardo Italy, MBDA Italy, Thales UK, do współpracy zaproszono setki innych podmiotów gospodarczych. Często o charakterze rozpoczynających działalność start-upów, które jednak wykazały się innowacyjnością. Nowe technologie, nowoczesność, innowacyjność mają stać się podstawami, które pozwolą na jakościowy skok wielu gałęzi gospodarki. Nowe miejsca pracy jakie ma wygenerować projekt są dodatkowym argumentem za postrzeganiem projektu, jako wszechstronnej inwestycji w gospodarkę zaangażowanych krajów.
18 lipca 2022 roku, Wielka Brytania ogłosiła plan budowy latającego prototypu demonstratora technologii. Załogowy, naddźwiękowy samolot ma integrować w sobie opracowywane technologie i rozwiązania techniczne, które mają stać się podstawą budowy docelowego myśliwca. Prace nad demonstratorem koordynuje zespół o nazwie Team Tempest.

## Współpraca
Projekt Tempest niesie za sobą olbrzymie koszty finansowe, którym Wielka Brytania w pojedynkę nie sprosta. Tym bardziej w sytuacji realizacji zakupów bardzo kosztownych samolotów Lockheed Martin F-35 Lightning II. Bez drastycznego zwiększenia brytyjskich wydatków na obronę, finansowe obciążenie obydwoma projektami będzie niemożliwe do realizacji. Dlatego też kraj poszukuje zagranicznych partnerów, gotowych do partycypowania w kosztach całego przedsięwzięcia. Udział wiodących firm lotniczych z Francji i Niemiec w brytyjskim projekcie w obecnej chwili nie wchodzi w grę. Francja i Niemcy zaangażowane są w program Future Combat Air System (FCAS). Z drugiej strony obydwa kraje nie wykluczają udziału Brytyjczyków w FCAS. Takie rozwiązanie przewiduje hiszpańskie Ministerstwo Obrony, kraj ten w lutym 2019 roku dołączył do programu FCAS, wyrażając również nadzieję, iż dojdzie do konsolidacji obydwu projektów – FCAS i Tempest. 
Wielka Brytania prowadziła rozmowy ze szwedzkim SAAB, w którym BAE Systems posiada swoje udziały. Fakt prowadzenia rozmów o dołączeniu do programu Tempest potwierdził 15 lutego 2019 roku, dyrektor wykonawczy szwedzkiego koncernu Hakan Buskhe. W kwietniu 2019 roku brytyjskie i szwedzkie firmy sporządziły raport, w którym zawarto wspólną ocenę obszarów potencjalnej, przyszłej współpracy. Efektem prowadzonych negocjacji było podpisanie 18 lipca 2019 roku listu intencyjnego (Memorandum of Understanding) o wzajemnej współpracy w rozwoju nowych systemów i technologii bojowych. Umowa ma charakter międzyrządowy i podpisali ją ministrowie obrony Szwecji Peter Hultqvist i Wielkiej Brytanii Penny Mordaunt. Umowa ma obowiązywać przez 10 lat i dotyczyć zarówno systemów mających być w przyszłości wykorzystanych w samolocie Tempest jak również szwedzkim Saab JAS 39 Gripen. W ciągu roku od podpisania umowy ma powstać studium, którego celem ma być umożliwienie władzom Szwecji podjęcie decyzji o ewentualnym, pełnym zaangażowaniu się w brytyjski projekt. 
Kolejny krajem już zaangażowanym, poprzez udział firmy Leonardo S.p.A. są Włochy, które w perspektywie kolejnych 20 lat będą zmuszone do wycofania swoich Typhoonów. 10 września 2019 roku włoski minister obrony Lorenzo Guerini poinformował o podpisaniu porozumienia między rządem Włoch a Wielką Brytanią o przystąpieniu do programu Tempest. Ze strony brytyjskiej porozumienie podpisał Sir Simon Bollom, szef brytyjskiej agencji zamówień obronnych Defence Equipment and Support a ze strony Włoch, sekretarz generalny we włoskim resorcie obrony, generał Nicolò Falsaperna. Porozumienie zostało podpisane w trakcie odbywających się w Londynie targów DSEI (Defence & Security Equipment International). Przedstawiciele włoskiego przemysłu obronnego, przy okazji swoich wizyt w Polsce, proponowali udział w projekcie również polskim firmom lotniczo-zbrojeniowym.
W lutym 2019 roku, podczas odbywającego się w Bengaluru w Indiach salonu lotniczego Aero India, delegacja brytyjska oficjalnie zaprosiła stronę indyjską do udział w programie Tempest. W dalszej kolejności wymienia się Holandie, Japonię, Arabie Saudyjską, Koreę Południową. Znane jest stanowisko Japonii, która odmówiła udziału w brytyjskim programie decydując się na rozwój własnego samolotu nowej generacji Mitsubishi F-X przy współpracy z amerykańskimi firmami lotniczymi. Japońska decyzja nie wyklucza udziału brytyjskiego przemysłu. Swój akces do japońskiego projektu zgłosiły brytyjskie koncerny BAE Systems i producent silników Rolls-Royce Holdings. Brak chęci ze strony Japonii w udziale w programie FCAS, nie zakończył współpracy. Wielka Brytania, Włochy oraz Japonia prowadzą analizę koncepcji nowego samolotu bojowego. Jej efektem ma być zdefiniowanie wspólnych obszarów zainteresowań.
Część komentatorów lotniczych wśród państw zainteresowanych możliwością współpracy z Wielką Brytanią wymieniała Turcję. Jednak zakup przez ten kraj rosyjskiego systemu S-400 Triumf (pierwsze elementy systemu zostały dostarczone 12 lipca 2019 roku), każe postrzegać go jako pozostający w strefie wpływów Moskwy, co automatycznie wyklucza przekazanie Turcji nowoczesnych technologii związanych z obronnością, opracowanych przez brytyjskie firmy. 
21 grudnia 2020 roku włoski minister obrony Lorenzo Guerini, brytyjski sekretarz stanu ds. Obrony Ben Wallace i szwedzki minister obrony Peter Hultqvist, podpisali porozumienie o współpracy w zakresie budowy nowego samolotu myśliwskiego. Porozumienie określa ogólne zasady współpracy, na jednakowych warunkach dla wszystkich trzech sygnatariuszy porozumienia. Dalsze, szczegółowe porozumienia dotyczące projektu mają zostać uzgodnione i podpisane w 2025 roku.

## Global Combat Air Program (GCAP)
9 grudnia 2022 roku, premierzy Wielkiej Brytanii, Japonii i Włoch, wydali wspólne oświadczenie o uruchomieniu programu Global Combat Air Programme, którego celem jest wybudowanie myśliwca nowej generacji oraz całego szeregu współtowarzyszących mu systemów. Według wstępnych planów nowa konstrukcja ma w 2035 roku wejść do służby liniowej. Wyrażając współprace pomiędzy trzema krajami, zaakcentowano również fakt, iż nowy samolot ma powstać przy udziale sojuszników i partnerów spoza wymienionej trójki. Podmioty gospodarcze będące częścią Team Tempest, zadeklarowały udział w pracach programu GCAP. Wersja nowej konstrukcji przeznaczona dla strony brytyjskiej ma pozostać przy nazwie Tempest.